# Tony Hibbert (fotbalista)
Anthony James Hibbert (* 20. února 1981) je bývalý anglický fotbalista, který hrál jako obránce.
Celou svou profesionální kariéru strávil v Evertonu, k akademii se připojil v roce 1991. V roce 2016 ukončil kariéru.

## Reprezentační kariéra
Hibbert byl v říjnu 2002 povolán do anglické reprezentace do 21 let na zápasy proti Slovensku a Severní Makedonii, ale v žádném ze zápasů nehrál kvůli zranění.

## Úspěchy

### Klubové
Everton (akademie)
- FA Youth Cup: 1997/98

Everton
- Finalista FA Cupu: 2008/09